# Uddøde dyr
Når man taler om uddøde dyrearter, skelner man mellem om det er lokalt eller globalt set. F.eks. er lossen uddød i Danmark, men ikke på verdensplan – og dermed ikke globalt set.
Det kan være svært at vurdere, hvornår et dyr kan regnes for værende uddødt, så den slags antagelser bygger på observationer over en længere periode, hvor ingen har kunnet spore livstegn fra det pågældende dyr

## Rødliste
Både i Danmark og andre steder i verden, opererer man med rødlister. En rødliste er en årlig oversigt, der viser tilstanden over dyr der er udrydningstruede i større eller mindre grad.
Rødlisten har en international skala, der synliggør i hvilken grad dyret er truet:
- NT (Near threatened) = Næsten truet

Dyrene har en forholdsvis stabil bestand, men der er faktorer der peger på at bestanden er faldende og at vi derfor skal forholde os observerende. Og passe på deres leveområder.
- VU (Vulnerable) = Sårbar

Dyrene i den sårbare gruppe's omstændigheder, ligner meget gruppen NT's betingelser – Forskellen er dog at denne gruppe oftest lever mangfoldigt på et forholdsvist lille geografisk område, og er truet i kraft af det.
- EN (Endangered) = Truet

Disse dyr er i fare for at blive udryddet, hvis ikke vi er meget opmærksomme på deres levevilkår og leveområder.
- CR (Critically Endangered) = Kritisk truet

Disse dyr er i overhængene fare for at blive udryddet, hvis ikke vi er meget opmærksomme på deres levevilkår og leveområder – Ved denne fase er der oftest kun ganske få individer tilbage.
- EX (Extinct) = Uddød

Dyrenes epoke på jorden er udspillet.

## Uddød – og så ikke alligevel
Der er igennem tiden set eksempler på at et dyr der er erklæret uddødt, er dukket op igen. Dette skyldes at der findes steder på jorden, der kan være svært at overskue for observatørerne (f.eks. store skovområder eller havet). En af de mest berømte eksempler på dette skete i 1938 i havet ud for Sydafrika, hvor en fisk (Laterima sp, populært kaldet Den Blå Fisk) man regnede med havde været uddød i 60 millioner år, pludselig dukkede op lyslevende.